# Kōhei Yamakoshi
Kōhei Yamakoshi (jap. 山越康平 Yamakoshi Kōhei; ur. 4 maja 1993 w prefekturze Tochigi) – japoński piłkarz występujący na pozycji obrońcy.

## Kariera piłkarska
Od 2016 roku występował w klubie Omiya Ardija.